# Camisa de puño doble

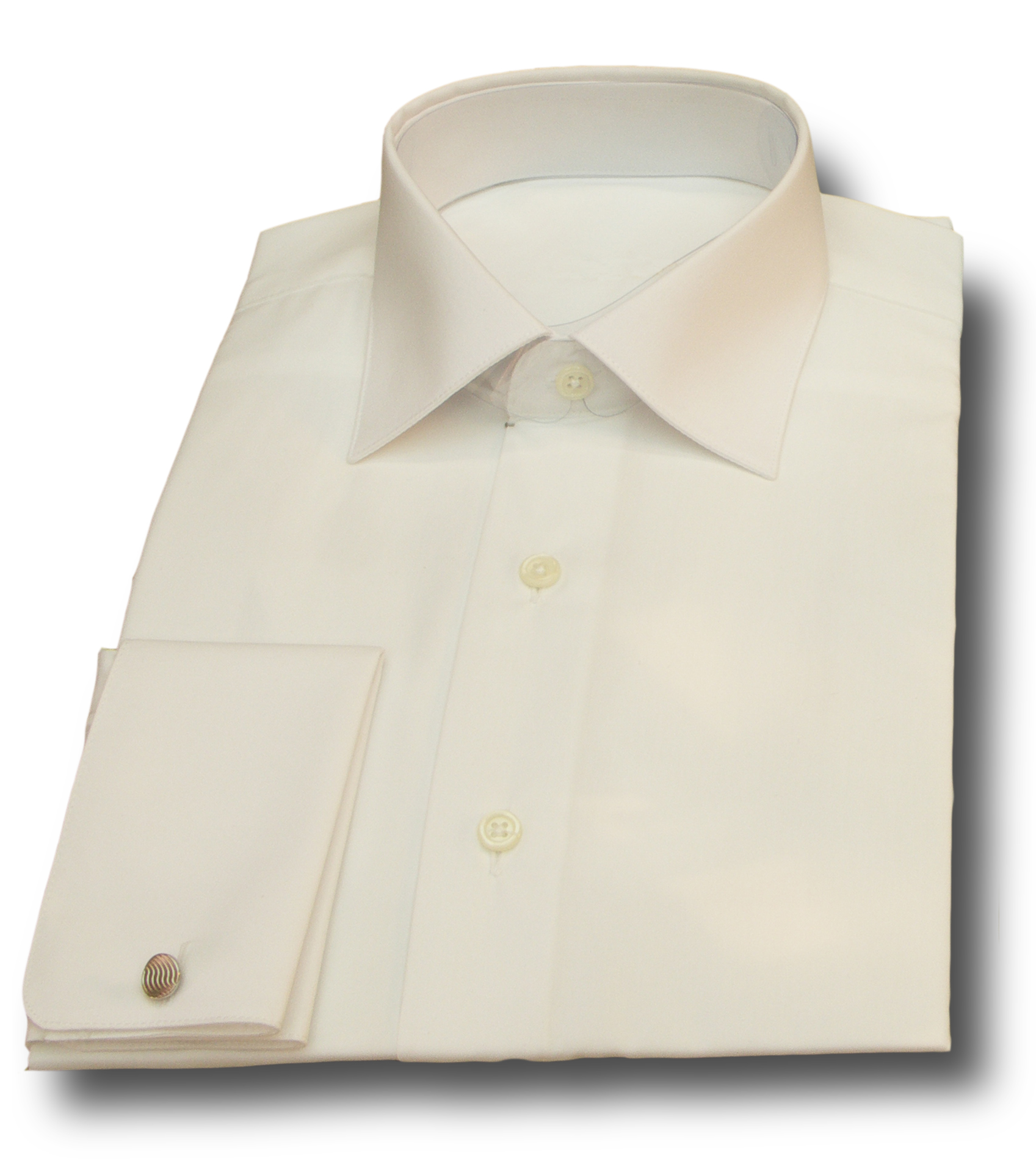
Camisa de puño doble de popelín con cuello italiano.

La camisa de puño doble también llamada de puño francés es una prenda de vestir masculina para lucir con traje y otra prendas de ceremonia.

## Características
Las camisas de puño doble se caracterizan por:
- Poseer una mangas más largas de lo normal.
- Puños el doble de grande para poder doblarse sobre sí mismo.
- Carencia de botones en los puños para utilizar gemelos.
- Cuello italiano para lucir ampliamente el nudo de la corbata.[3]

Es la camisa de más alta etiqueta y se puede emplear con traje y es casi obligatoria con las prendas de alta etiqueta, especialmente el frac y el chaqué.

## Tipos de camisas de puño doble
Las camisas de puño doble están pensadas para lucir principalmente el cuello y los puños; por tanto en ellos está las principales diferencias. Así existen dos tipos:
- Pespunte al canto: es el cosido junto a los bordes del cuello y también de los puños. Es el más sencillo y también el más fácil de conseguir.
- Pespunte metido: es el cosido a varios milímetros del borde. Es más caro y difícil de conseguir, pero logra una resultado más atractivo que el anterior.